# شانیا هیلز
شانیا هیلز (انگلیسی: Shania Hayles؛ زادهٔ ۲۲ دسامبر ۱۹۹۹) بازیکن فوتبال است که در پست مهاجم برای باشگاه بریستول سیتی در سوپر لیگ زنان انگلستان بازی می‌کند. او در انگلستان متولد شده است.
وی همچنین در تیم‌های ملی فوتبال زیر ۱۹ سال زنان انگلستان و زنان جامائیکا بازی کرده است.